# Condado de Wilson (Carolina del Norte)
El condado de Wilson (en inglés: Wilson County, North Carolina), fundado en 1855, es uno de los 100 condados del estado estadounidense de Carolina del Norte. En el año 2000 tenía una población de 73 814 habitantes con una densidad poblacional de 77 personas por km². La sede del condado es Wilson.

## Geografía
Según la Oficina del Censo, el condado tiene un área total de 969 km² (374,1 mi²), de la cual 961 km² (371 mi²) es tierra y 8 km² (3,1 mi²) es agua.

### Municipios
El condado se divide en diez municipios:
Municipio de Black Creek, Municipio de Cross Roads, Municipio de Gardners, Municipio de Old Fields, Municipio de Saratoga, Municipio de Springhill, Municipio de Stantonsburg, Municipio de Taylors, Municipio de Toisnot y Municipio de Wilson.

### Condados adyacentes
- Condado de Nash norte
- Condado de Edgecombe noreste
- Condado de Pitt este
- Condado de Greene sureste
- Condado de Wayne sur
- Condado de Johnston suroeste

## Demografía
En el 2000 la renta per cápita promedia del condado era de $33 116, y el ingreso promedio para una familia era de $41 551. El ingreso per cápita para el condado era de $17 102. En 2000 los hombres tenían un ingreso per cápita de $30 364 contra $21 997 para las mujeres. Alrededor del 18.50% de la población estaba bajo el umbral de pobreza nacional.

## Lugares

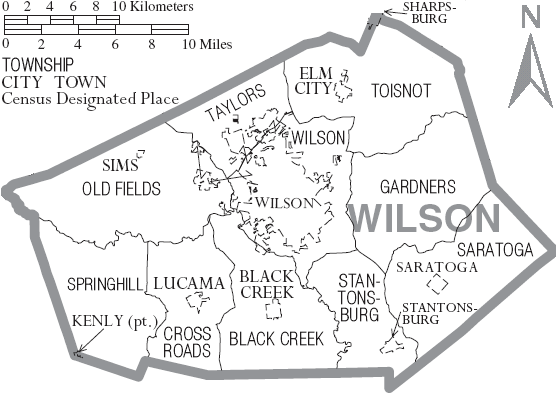
Mapa del Condado de Wilson en Carolina del Norte con sus municipios

### Ciudades y pueblos
- Black Creek
- Elm City
- Lucama
- Saratoga
- Sims
- Stantonsburg
- Wilson